# 青木冨貴子
青木 冨貴子（あおき ふきこ、1948年7月7日 - ）は、日本のジャーナリスト・ノンフィクション作家。

## 略歴
青木書店創業者青木春男 (1919 - 2006) の二女として東京都神田神保町で生まれた。成城大学経済学部卒業後に神保町の出版社で勤務したのち、1981年にデビュー作『ライカでグッドバイ』を発表した。第2作『アメリアを探せ』発表後の1984年に渡米し、『ニューズウィーク日本版』ニューヨーク支局長を3年間務める。ニューズウィーク在職中から雑誌『諸君!』で「たまらなく日本人」の連載を始め、退職後はフリーランスとして取材・執筆活動を続ける。1987年に作家のピート・ハミルと結婚してニューヨークに在住する。
2003年に石井四郎の身の回りの世話をしていた女性に出会い、石井が1945年に綴った大学ノート2冊の「終戦メモ」を発見した。

## 著者名のクレジット
初期の著書に著者名「青木富貴子」があり、書籍検索で「青木冨貴子」の該当がない場合がある。

## 著書
- 『ライカでグッドバイ―カメラマン沢田教一が撃たれた日』文藝春秋、1981年。文春文庫、1985年。ちくま文庫、2013年
- 『アメリアを探せ―甦る女流飛行作家伝説』文藝春秋、1983年。改訂版・文春文庫、1995年
- 『たまらなく日本人』文藝春秋、1988年。文春文庫、1992年
- 『ニューヨーカーズ』新潮社、1990年
- 『星条旗のアメリカ』文藝春秋、1990年
- 『デンバーの青い闇―日本人学生はなぜ襲われたか』新潮社、1993年
- 『ジャーナリスティック・アメリカ U.S.A.通信'90～'94』文藝春秋、1994年
- 『「風と共に去りぬ」のアメリカ―南部と人種問題』岩波新書、1996年
- 『ガボものがたり―ハミル家の愛犬日記』新潮社、1997年
- 『目撃 アメリカ崩壊』文春新書、2001年
- 『FBIはなぜテロリストに敗北したのか』新潮社、2002年
- 『731―石井四郎と細菌戦部隊の闇を暴く』新潮社、2005年。新潮文庫、2008年
- 『ジョン・アルパート―戦争の真実を映し出す』日本放送出版協会〈NHK未来への提言〉、2008年
- 『昭和天皇とワシントンを結んだ男 「パケナム日記」が語る日本占領』新潮社、2011年。新潮文庫、2013年
- 『GHQと戦った女　沢田美喜』新潮社、2015年。新潮文庫、2018年
- 『アローン・アゲイン　最愛の夫ピート・ハミルをなくして』新潮社、2024年